# Друковані символи
Друко́вані си́мволи (англ. graphic character, printing character, printable character) — елементи набору символів, що мають графічне подання, наприклад у вигляді значка на папері або екрані. Прикладами друкованих символів є літери, цифри, розділові знаки, псевдографічні символи, емодзі і т.п.
Загалом кажучи, друкований символ це такий символ, при одержанні якого пристрій виводу тексту повинен зобразити щось під курсором, після чого пересунутися на одну позицію вправо. Друкованим символам протиставляються керуючі символи, на які пристрій виводу тексту повинен реагувати інакше.

## ASCII
Кодова сторінка ASCII містить 95 друкованих символів з кодами від 32 (0x20) до 126 (0x7E):
|    | .0 | .1 | .2 | .3 | .4 | .5 | .6 | .7 | .8 | .9 | .A | .B | .C | .D | .E | .F |
| -- | -- | -- | -- | -- | -- | -- | -- | -- | -- | -- | -- | -- | -- | -- | -- | -- |
| 2. |    | !  | "  | #  | $  | %  | &  | '  | (  | )  | *  | +  | ,  | —  | .  | /  |
| 3. | 0  | 1  | 2  | 3  | 4  | 5  | 6  | 7  | 8  | 9  | :  | ;  | <  | =  | >  | ?  |
| 4. | @  | A  | B  | C  | D  | E  | F  | G  | H  | I  | J  | K  | L  | M  | N  | O  |
| 5. | P  | Q  | R  | S  | T  | U  | V  | W  | X  | Y  | Z  | [  | \  | ]  | ^  | _  |
| 6. | `  | a  | b  | c  | d  | e  | f  | g  | h  | i  | j  | k  | l  | m  | n  | o  |
| 7. | p  | q  | r  | s  | t  | u  | v  | w  | x  | y  | z  | {  | \| | }  | ~  |    |

Символи другої половини 8-бітних кодових сторінок, як правило, теж є друкованими, хоча кодування сімейства ISO 8859 використовують коди 0x80 .. 0x9F як керуючі.

## Unicode
В Unicode, друкованими символами є ті яким присвоєна General Category Letter, Mark, Number, Punctuation, Symbol або Zs (пробіл).

## Зноски
1. ↑  ASCII printable characters (англ.). Процитовано 9 листопада 2024.
2. ↑  https://www.unicode.org/versions/Unicode5.2.0/ch02.pdf#G25564 Chapter 2, table 2.3